# Wonosari (Sadang)
Wonosari is een bestuurslaag in het regentschap Kebumen van de provincie Midden-Java, Indonesië. Wonosari telt 2019 inwoners (volkstelling 2010).